# 阿拉斯加州州长列表
阿拉斯加州州长（英語：Governor of Alaska，因纽皮雅特语：Alaaskam kavanaa），为美国阿拉斯加州的政府首脑。阿拉斯加州州长是该州的行政长官，也是政府行政部门的最高职位，同时还是阿拉斯加州武装部队的总司令。
自阿拉斯加州成立以来，共有12人担任了总计14届次州长。而自此阿拉斯加州成为美国领地以来，总共出现过30个文职或军职总督。在所有的州长或总督中，只有威廉·艾伦·伊根和比尔·沃克两人出生在阿拉斯加。而伊根和沃利·希克尔又曾在两个不连续的任期被选为州长。而希克而又是该州仅有的一个曾属于第三党的州长，他于1990年以阿拉斯加独立党的身份当选。阿拉斯加州总任期最长的州长为伊根，共在任12年。而任期最长的总督为欧内斯特·格鲁宁，共在任131⁄2年。

## 州长
阿拉斯加州于1959年1月3日加入联邦。
根据阿拉斯加州的宪法规定，阿拉斯加州的州长和副州长需要通过同一张选票选出，每四年选举一次，并且在选后12月的第一个星期一上任。州长允许连任一次，在第二个任期结束之后必须再过四年才可再度参选。如果州长职位出现空缺，副州长将接任州长职位。1956年的原宪法设立了州务卿一职，其职能与副州长相同，于1970年更名为“副州长”。

### 资格
任何参选阿拉斯加州州长的候选人都必须满足如下资格：
- 必须年满30岁
- 必须为阿拉斯加州的合法选民
- 必须成为美国公民和阿拉斯加州居民满7年。

| No. | 州长                                  | 州长           | 州长                                       | 任期                                          | 党派          | 选举          | 副州长 | 副州长                             |
| --- | ------------------------------------- | -------------- | ------------------------------------------ | --------------------------------------------- | ------------- | ------------- | ------ | ---------------------------------- |
| 1   |                                       |                | 威廉·艾伦·伊根                             | 1959年1月3日 – 1966年12月5日 （落选）         | 民主党        | 1958年        |        | 休·韦德                            |
| 1   | 1962年                                |                | 威廉·艾伦·伊根                             | 1959年1月3日 – 1966年12月5日 （落选）         | 民主党        |               |        | 休·韦德                            |
| 2   |                                       |                | 沃利·希克尔                                | 1966年12月5日 – 1969年1月29日 （辞职）        | 共和黨        | 1966年        |        | 基思·哈维·米勒                     |
| 3   |                                       | 基思·哈维·米勒 | 1969年1月29日 – 1970年12月7日 （落选）     | 共和黨                                        | 以州务卿 继任 | 罗伯特·W·沃德 |        |                                    |
| 1   |                                       |                | 威廉·艾伦·伊根                             | 1970年12月7日 – 1974年12月2日 (lost election) | 民主党        | 1970年        |        | H·A·布歇                           |
| 4   |                                       |                | 杰伊·哈蒙德                                | 1974年12月2日 – 1982年12月6日 (term limited)  | 共和黨        | 1974年        |        | 小洛厄尔·托马斯                    |
| 4   | 1978年                                | 特里·米勒      | 杰伊·哈蒙德                                | 1974年12月2日 – 1982年12月6日 (term limited)  | 共和黨        |               |        |                                    |
| 5   |                                       |                | 比尔·谢菲尔                                | 1982年12月6日 – 1986年12月1日 （失去提名）    | 民主党        | 1982年        |        | 史蒂夫·麦卡尔平                    |
| 6   |                                       | 史蒂夫·考珀    | 1986年12月1日 – 1990年12月3日 （不再参选） | 民主党                                        | 1986年        |               |        | 史蒂夫·麦卡尔平                    |
| 2   |                                       |                | 沃利·希克尔                                | 1990年12月3日 – 1994年12月5日 （不再参选）    | 独立党        | 1990年        |        | 杰克·科格希尔                      |
| 7   |                                       |                | 托尼·诺尔斯                                | 1994年12月5日 – 2002年12月2日 （任期限制）    | 民主党        | 1994年        |        | 弗兰·乌尔默                        |
| 7   | 1998年                                |                | 托尼·诺尔斯                                | 1994年12月5日 – 2002年12月2日 （任期限制）    | 民主党        |               |        | 弗兰·乌尔默                        |
| 8   |                                       |                | 法兰克·穆考斯基                            | 2002年12月2日 – 2006年12月4日 （失去提名）    | 共和黨        | 2002年        |        | 洛伦·莱曼                          |
| 9   |                                       | 莎拉·佩林      | 2006年12月4日 – 2009年7月26日 （辞职）     | 共和黨                                        | 2006年        | 肖恩·帕内尔   |        |                                    |
| 10  |                                       | 肖恩·帕内尔    | 2009年7月26日 – 2014年12月1日 （落选）     | 共和黨                                        | 以副州长 继任 | 空缺          | 空缺   |                                    |
| 10  | 克雷格·坎贝尔 （于2009年8月10日上任） | 肖恩·帕内尔    | 2009年7月26日 – 2014年12月1日 （落选）     | 共和黨                                        | 以副州长 继任 |               |        |                                    |
| 10  | 2010年                                | 肖恩·帕内尔    | 2009年7月26日 – 2014年12月1日 （落选）     | 共和黨                                        | 米德·特德威尔 |               |        |                                    |
| 11  |                                       |                | 比尔·沃克                                  | 2014年12月1日 – 2018年12月3日 （退选）        | 无党籍        | 2014年        |        | 拜伦·马洛特 （2018年10月16日辞职） |
| 11  | 瓦莱丽·戴维森                         |                | 比尔·沃克                                  | 2014年12月1日 – 2018年12月3日 （退选）        | 无党籍        | 2014年        |        |                                    |
| 12  |                                       |                | 迈克·邓利维                                | 2018年12月3日 – 现任                          | 共和黨        | 2018年        |        | 迈克·邓利维                        |